# Architektonisches Skizzenbuch
Architektonisches Skizzenbuch war eine deutsche Architekturzeitschrift, erschienen von 1852 bis 1886 im Verlag Ernst & Korn in Berlin.
Der volle Titel lautete Architektonisches Skizzen-Buch. Eine Sammlung von Landhäusern, Villen, ländlichen Gebäuden, Gartenhäusern, Gartenverzierungen, Gittern, Erkern, Balkons, Blumenfenstern, Brunnen, Springbrunnen, Hofgebäuden, Einfassungsmauern, Candelabern, Grabmonumenten und andern kleinen Baulichkeiten, welche zur Verschönerung baulicher Anlagen dienen, und in Berlin, Potsdam, und an anderen Orten ausgeführt sind. Mit Details.
Wie aus dem ausführlichen Titel hervorgeht, wurden neben den üblichen Villen und Wohnhäusern auch eher untergeordnete Gebäude und Bauteile publiziert. Im Gegensatz zur vom Architektenverein zu Berlin herausgegebenen Konkurrenzzeitschrift Architektonisches Album erschienen die Beiträge ohne erläuternden Text.
Die einzelnen Hefte umfassen jeweils sechs Kupferstiche und vereinzelt Chromolithografien. Pro Jahrgang erschienen jeweils 6 Hefte, bis zur Einstellung 1886 insgesamt 201. In den Beiträgen widerspiegelt sich die Entwicklung der Architektur in Berlin und Potsdam von der Schinkelschule bis zum Historismus.

## Autoren (Auswahl)
Es finden sich u. a. Beiträge der Architekten
- Ferdinand von Arnim
- Ludwig Persius
- Friedrich August Stüler
- Carl Schwatlo
- Martin Gropius
- Ludwig Ferdinand Hesse.

## Beispiele von Kupferstichen und Lithografien aus dem Architektonischen Skizzenbuch

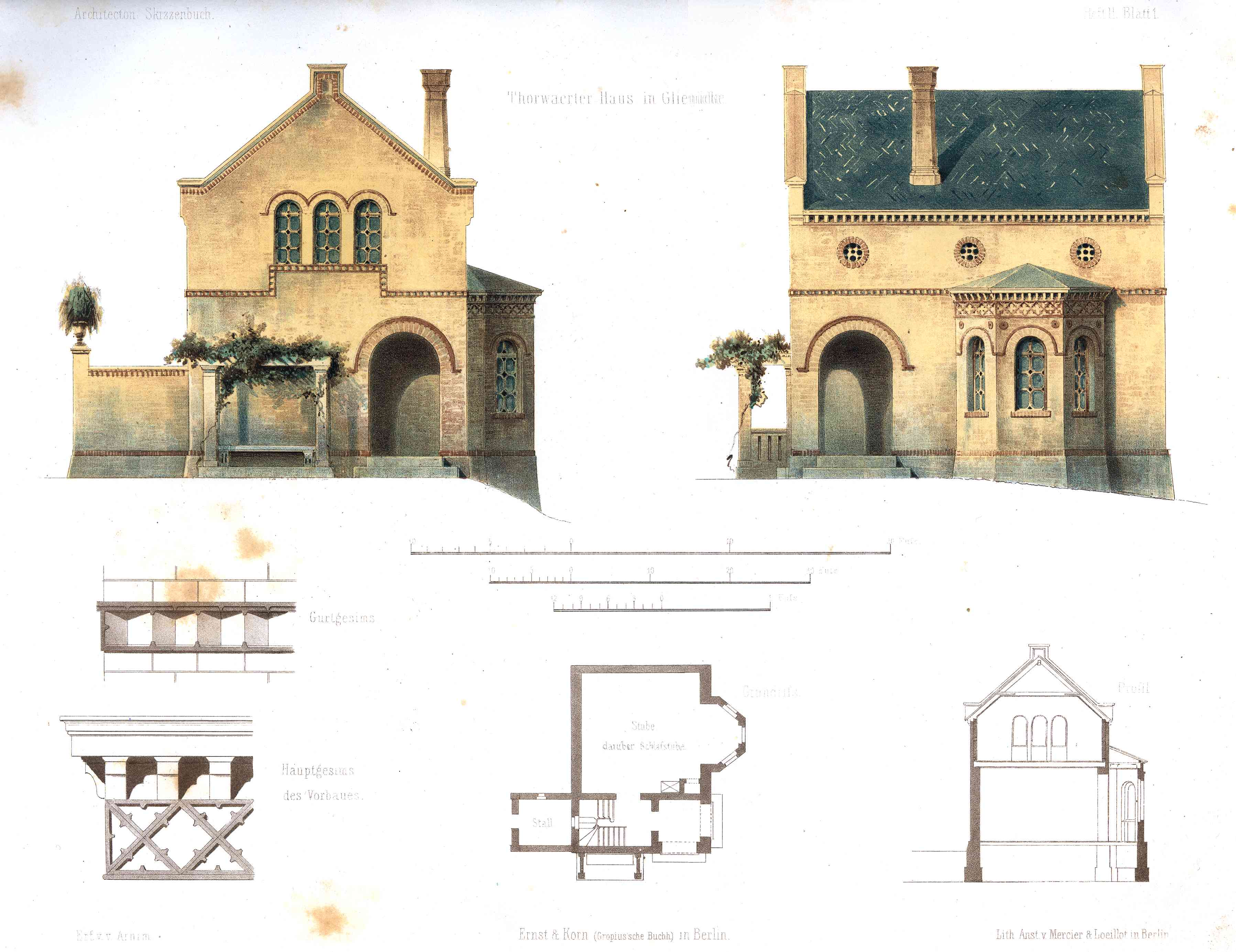
Torwärterhaus, Park Glienicke, Berlin
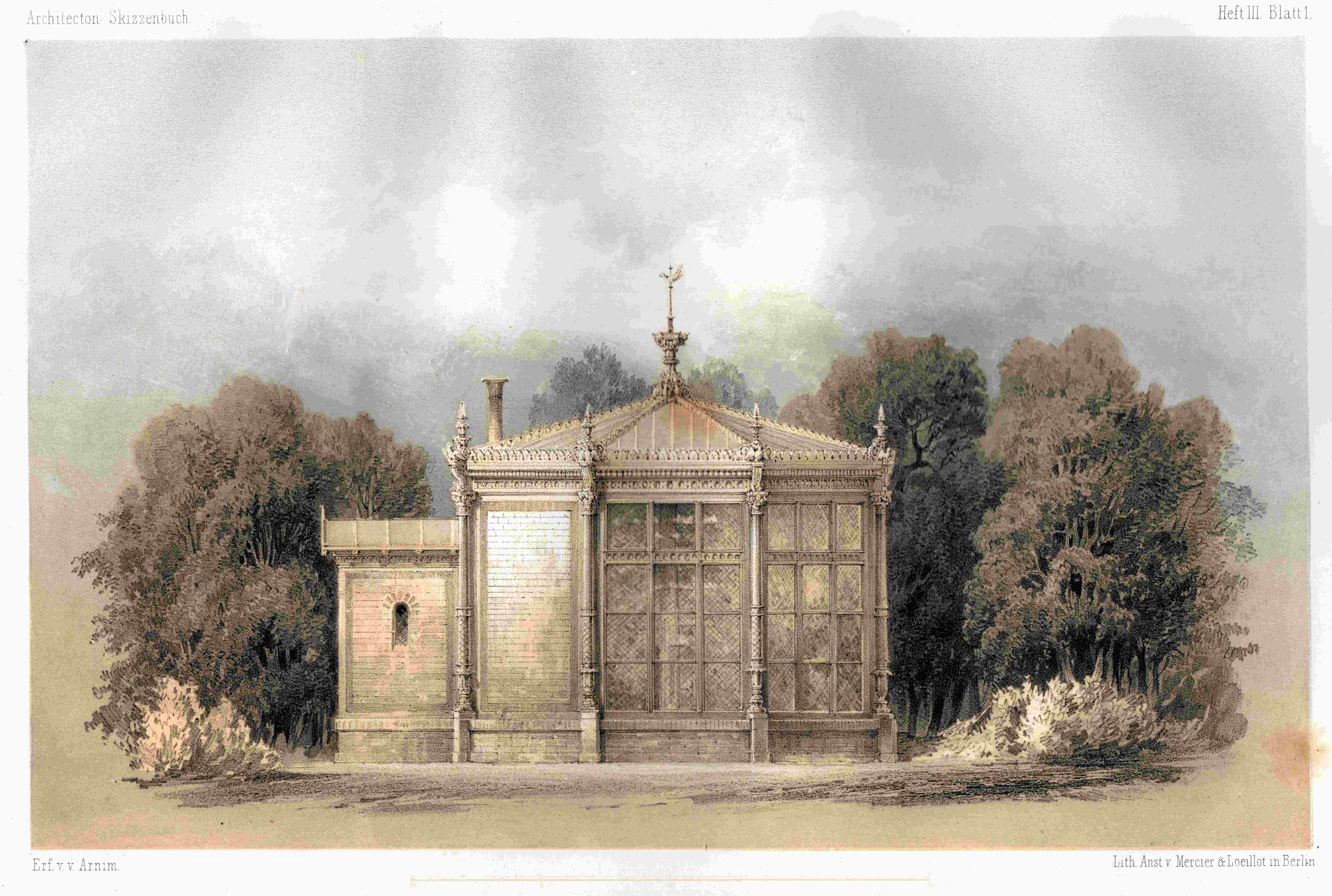
Kanarienvogelhaus, Schloss Glienicke, Berlin
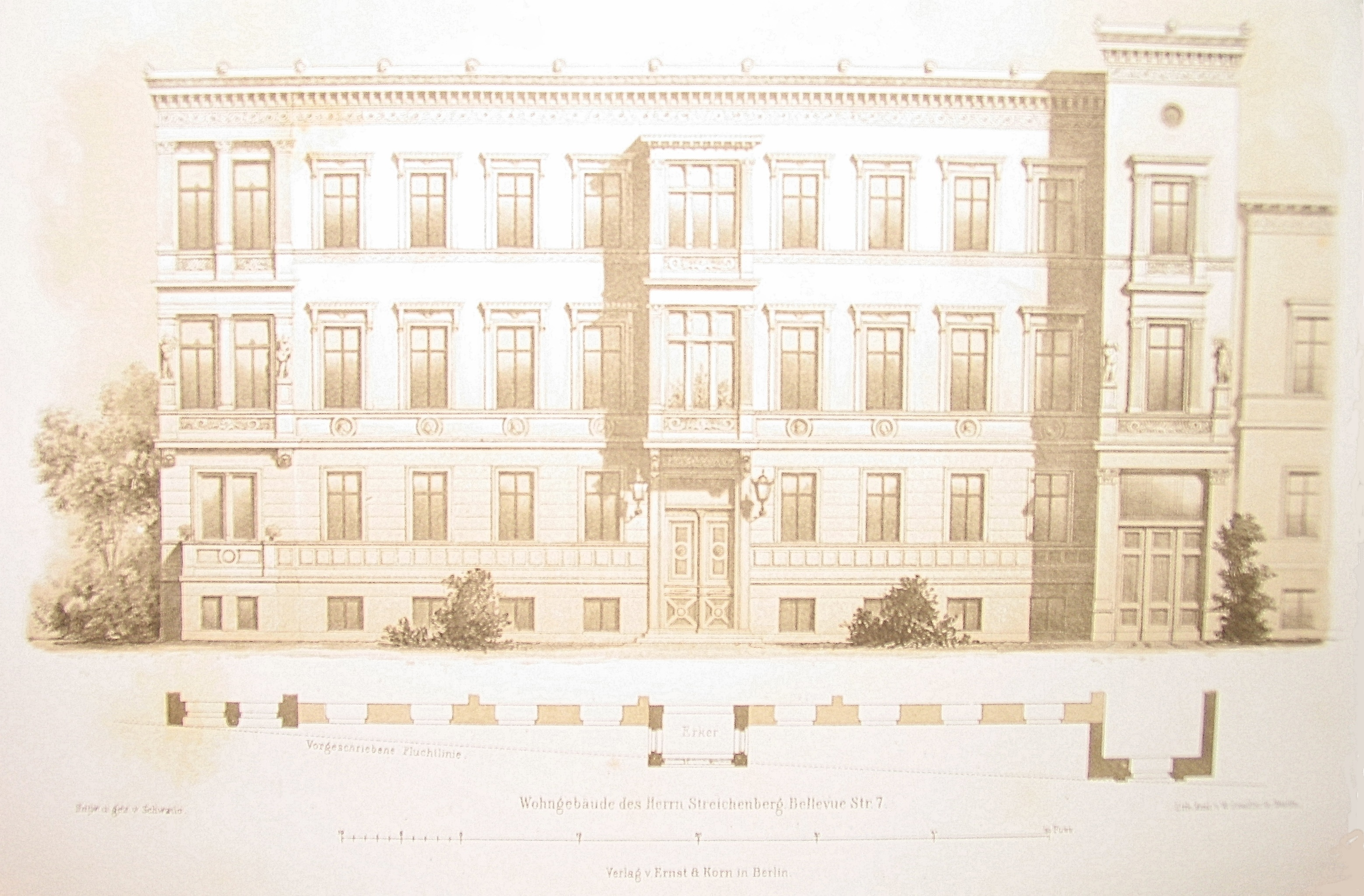
Wohnhaus, Bellevuestr. 7, Berlin
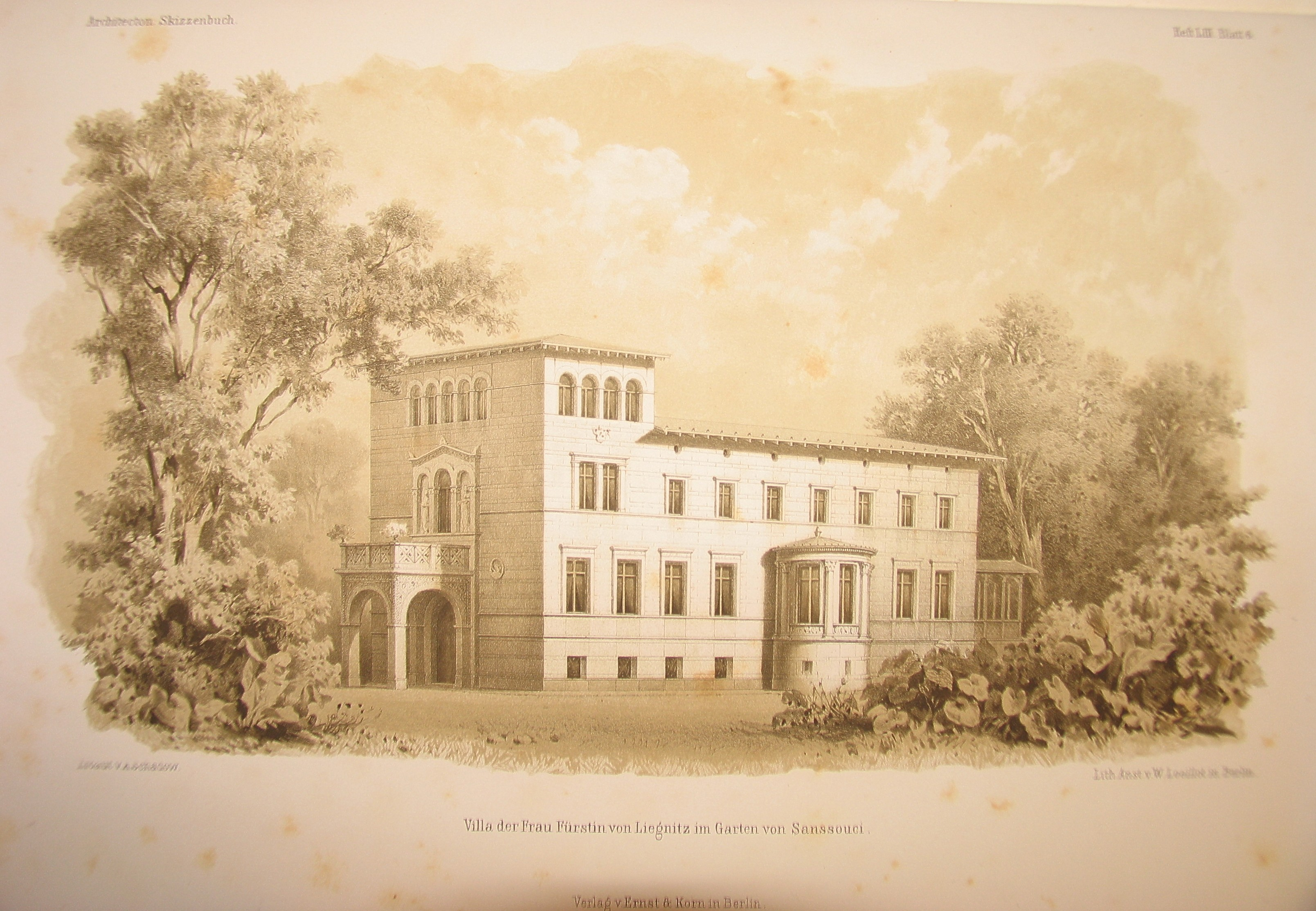
Gesamtansicht der Villa Liegnitz, Potsdam
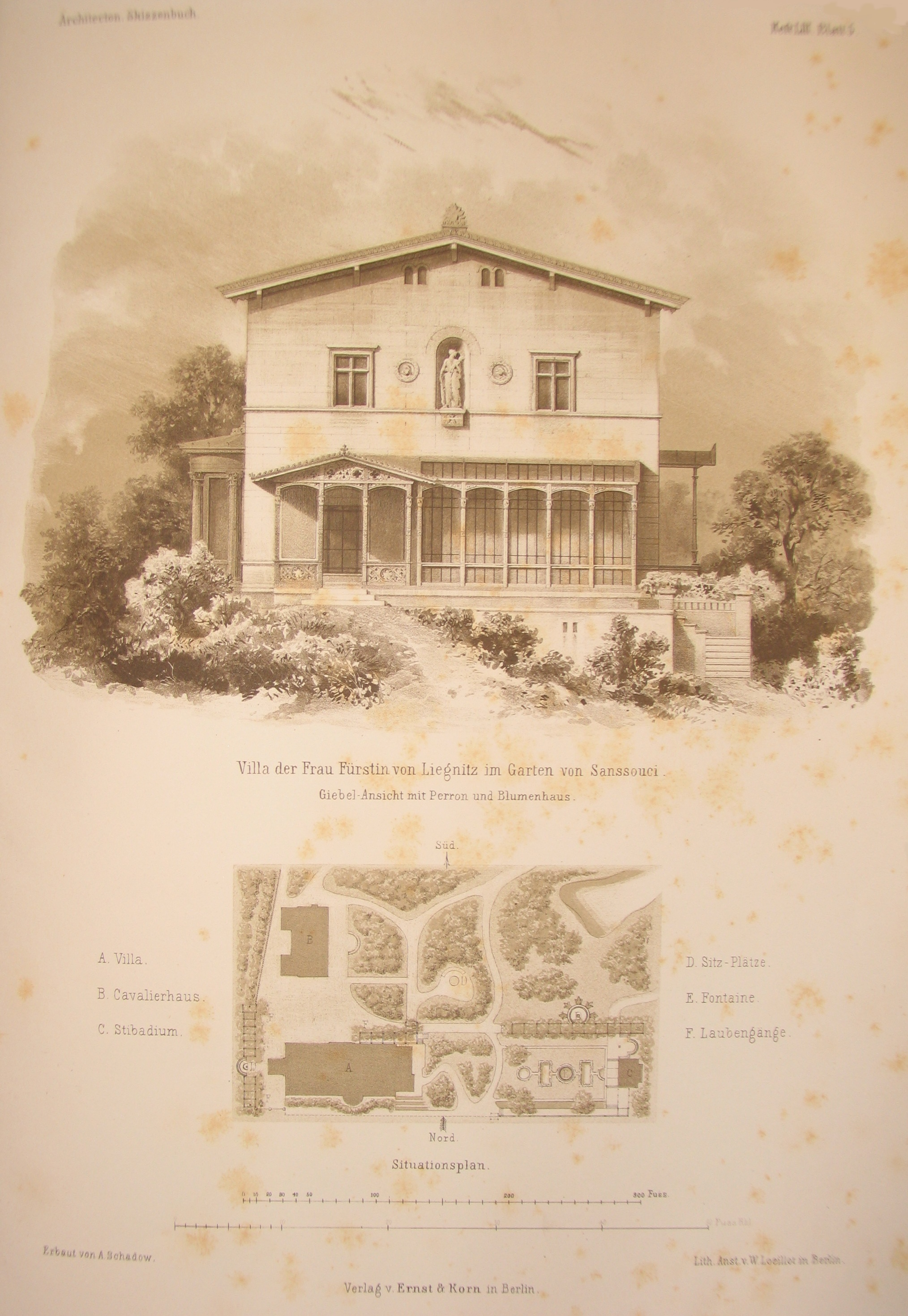
Gartenansicht der Villa Liegnitz, Potsdam